# Jaromír Funke

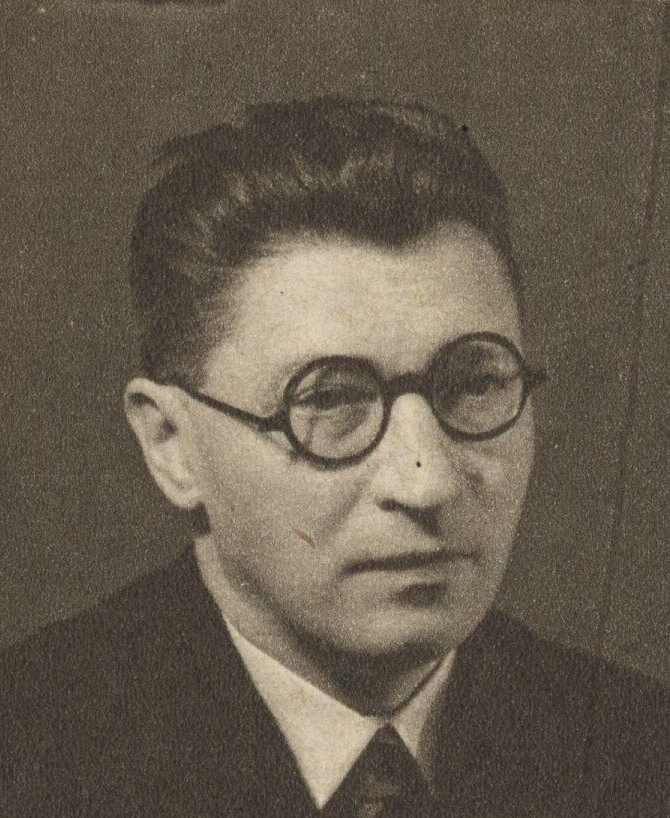
Jaromír Funke (1945)

Jaromír Funke (* 1. August 1896 in Skuteč, Ostböhmen, heute Tschechien; † 22. März 1945 in Prag) war ein tschechischer Fotograf. Er gilt als einflussreichster Vertreter der tschechischen Avantgarde-Fotografie und exponiertester Vertreter der Neuen Sachlichkeit in der Tschechoslowakei der Zwischenkriegszeit.

## Leben und Werk
Funke war der Sohn einer Juristenfamilie aus Kolín; nach dem Medizinstudium (1915–18) zog er nach Prag. An der dortigen Karls-Universität studierte er zunächst Jura, was er abbrach, um Kunstgeschichte, Philosophie und Ästhetische Theorie zu studieren. Nach der Hinwendung zur Fotografie war er ab 1922 als freier Fotograf tätig, war Mitglied des progressiven Fotoclub Prag, der Česká fotografická spolecnost und der fotografischen Sektion im Verein Bildender Künstler Mánes. Ab 1931 war er auch als Dozent u. a. an der Kunstgewerbeschule in Pressburg sowie der Staatlichen Grafischen Schule in Prag aktiv. Während seiner Zeit in Bratislava beschäftigte er sich mit Dokumentarfotografie und war Mitglied der linken Gruppe Sociofoto, die Lebensbedingungen randständiger Personen thematisierte. 1939–41 arbeitete er mit Josef Ehm als Herausgeber der Zeitschrift Fotografik obzor (Photographic Horizon). Funke trat auch als Theoretiker hervor und war mit Aufsätzen und Essays publizistisch tätig. Er war mit Josef Sudek befreundet und gilt als Antipode von Karel Teige, weshalb er nicht bei der Stuttgarter Ausstellung Film und Foto von 1929 vertreten war. Bei Kriegsausbruch beschränkte er sich auf Fotografien im Raum Louny; im August 1944 überlebte er die Bombenangriffe in Kolin. Er starb im März 1945 bei einer Notoperation, die nach einer Dünndarmperforation erfolgte. In der Realismusdebatte der sozialistischen Nachkriegszeit wurde sein avantgardistischer Stil in der Tschechoslowakei diskreditiert. 2010 wurde der Asteroid (5712) Funke nach ihm benannt.

## Publikationen
- Jakubsky Cyklus. (Prag ca. 1943)
- Svatojirsky cyklus. 6 numbered & signed Photographs by J. Funke. Prague: Aventinum 1942–1944, 1944
- Prazské Kostely. (Prager Kirchen). Soubor fotografií. Text napsal Vojtech Volavka. Praha, Stejskal 1946.

## Lexikalischer Eintrag
- Hans-Michael Koetzle: Fotografen A-Z. Taschen Deutschland, 2015, ISBN 978-3-8365-5433-6